# Grand Prix Júnior de Patinação Artística no Gelo nos Países Baixos
O Grand Prix Júnior de Patinação Artística nos Países Baixos é uma competição internacional de patinação artística no gelo de nível júnior. A competição é organizada pela União Internacional de Patinação (ISU), e disputada no outono, em alguns anos, como parte do Grand Prix Júnior de Patinação Artística no Gelo.

## Edições
| Ano        | Edição               | Cidade sede          | Júnior               | Júnior               | Júnior               | Júnior               | Ref                  |
| Ano        | Edição               | Cidade sede          | M                    | F                    | P                    | D                    | Ref                  |
| ---------- | -------------------- | -------------------- | -------------------- | -------------------- | -------------------- | -------------------- | -------------------- |
| 1999       | 1.ª                  | Haia                 | •                    | •                    | •                    | •                    | [ 1 ]                |
| 2000       | Não houve competição | Não houve competição | Não houve competição | Não houve competição | Não houve competição | Não houve competição | Não houve competição |
| 2001       | 2.ª                  | Haia                 | •                    | •                    | •                    | •                    | [ 2 ]                |
| 2002       | Final                | Haia                 | •                    | •                    | •                    | •                    | [ 3 ]                |
| 2003– 2005 | Não houve competição | Não houve competição | Não houve competição | Não houve competição | Não houve competição | Não houve competição | Não houve competição |
| 2006       | 3.ª                  | Haia                 | •                    | •                    | –                    | •                    | [ 4 ]                |

Legenda
- Final do Grand Prix ISU Júnior
- –  Evento não disputado neste ano

## Lista de medalhistas

### Individual masculino
| Evento               | Ouro                              | Prata                     | Bronze                             |
| Haia 1999 (detalhes) | Fedor Andreev · Canadá            | Alan Street · Reino Unido | Cyril Brun · França                |
| 2000                 | Não houve competição              | Não houve competição      | Não houve competição               |
| Haia 2001 (detalhes) | Kevin van der Perren · Bélgica    | Jamal Othman · Suíça      | Nicholas Young · Canadá            |
| Haia 2002 (detalhes) | Alexander Shubin · Rússia         | Sergei Dobrin · Rússia    | Parker Pennington · Estados Unidos |
| 2003–2005            | Não houve competição              | Não houve competição      | Não houve competição               |
| Haia 2006 (detalhes) | Stephen Carriere · Estados Unidos | Artem Borodulin · Rússia  | Eliot Halverson · Estados Unidos   |

### Individual feminino
| Evento               | Ouro                           | Prata                        | Bronze                         |
| Haia 1999 (detalhes) | Kristina Oblasova · Rússia     | Sara Wheat · Estados Unidos  | Susanne Stadlmüller · Alemanha |
| 2000                 | Não houve competição           | Não houve competição         | Não houve competição           |
| Haia 2001 (detalhes) | Cynthia Phaneuf · Canadá       | Irina Nikolaeva · Rússia     | Liudmila Nelidina · Rússia     |
| Haia 2002 (detalhes) | Yukina Ota · Japão             | Carolina Kostner · Itália    | Miki Ando · Japão              |
| 2003–2005            | Não houve competição           | Não houve competição         | Não houve competição           |
| Haia 2006 (detalhes) | Ashley Wagner · Estados Unidos | Megan Oster · Estados Unidos | Rumi Suizu · Japão             |

### Duplas
| Evento               | Ouro                                                   | Prata                                                  | Bronze                                                 |
| Haia 1999 (detalhes) | Amanda Magarian · Jered Guzman · Estados Unidos        | Viktoria Shklover · Valdis Mintals · Estônia           | Meliza Brozovich · Anton Nimenko · Rússia              |
| 2000                 | Não houve competição                                   | Não houve competição                                   | Não houve competição                                   |
| Haia 2001 (detalhes) | Carla Montgomery · Ryan Arnold · Canadá                | Julia Shapiro · Dmitri Khromin · Rússia                | Jessica Dubé · Samuel Tetrault · Canadá                |
| Haia 2002 (detalhes) | Ding Yang · Ren Zhongfei · China                       | Jessica Dubé · Samuel Tetrault · Canadá                | Jennifer Don · Jonathon Hunt · Estados Unidos          |
| 2003–2006            | Não houve competição; 2006 não houve disputa de duplas | Não houve competição; 2006 não houve disputa de duplas | Não houve competição; 2006 não houve disputa de duplas |

### Dança no gelo
| Evento               | Ouro                                               | Prata                                             | Bronze                                          |
| Haia 1999 (detalhes) | Natalia Romaniuta · Daniel Barantsev · Rússia      | Emilie Nussear · Brandon Forsyth · Estados Unidos | Olga Kudym · Anton Tereshchenko · Ucrânia       |
| 2000                 | Não houve competição                               | Não houve competição                              | Não houve competição                            |
| Haia 2001 (detalhes) | Elena Romanovskaya · Alexander Grachev · Rússia    | Julia Golovina · Oleg Voiko · Ucrânia             | Miriam Steinel · Vladimir Tsvetkov · Alemanha   |
| Haia 2002 (detalhes) | Oksana Domnina · Maxim Shabalin · Rússia           | Nóra Hoffmann · Attila Elek · Hungria             | Elena Romanovskaya · Alexander Grachev · Rússia |
| 2003–2005            | Não houve competição                               | Não houve competição                              | Não houve competição                            |
| Haia 2006 (detalhes) | Madison Hubbell · Keiffer Hubbell · Estados Unidos | Grethe Grünberg · Kristian Rand · Estônia         | Ksenia Antonova · Roman Mylnikov · Rússia       |